# Autunien
Stratigraphie
Stéphanien Saxonien
Cet article court présente un sujet plus développé dans : Assélien.
L'Autunien est une subdivision de l'échelle des temps géologiques, équivalent à l'étage de l'Assélien. Son stratotype est caractérisé par les schistes d'Autun.
Le terme est utilisé pour la première fois en 1881 par Karl Mayer-Eymar sous la forme d'Autunin. La forme actuelle vient quant à elle de Pierre Joseph Jules Bergeron en 1889[réf. nécessaire].

Vers 1893, il est fixé définitivement comme unité lithologique et chronologique à partir des associations de flores définies pour le bassin houiller de Saint-Étienne (stratotype du Stéphanien) sur lequel il repose et avec lequel il se confond partiellement[réf. nécessaire].
Cet étage, de −299 à −295 Ma environ, se situe au tout début du Permien[réf. nécessaire].
L'Autunien correspond à des dépôts de grès, d'argiles et de matériaux divers dans des bassins dans les massifs montagneux reposant sur des dépôts du Stéphanien et précédant le Saxonien[réf. nécessaire]. L'Autunien est caractérisé par la présence de feuillages de pseudofougères à ovules (Callipteris, Taeniopteris, Autunia conferta…) apparentées aux Cycas et Ginkgos actuels et par des fossiles attribuables aux tout premiers conifères connus (Walchia, Lebachia…[réf. nécessaire]).

## Sources
- Le règne minéral, Les minéraux du Morvan 2007,  (ISBN 978-2-917198-02-5) p 18, et MHN d'Autun